# Thomas H. Cormen
 (octobre 2013).
Thomas H. Cormen est le coauteur de Introduction to Algorithms, avec Charles Leiserson, Ronald Rivest, et Cliff Stein. Il a sorti un nouveau livre appelé Algorithms Unlocked. Il est un professeur titulaire d'Informatique au Dartmouth College et est actuellement président du département d'informatique du Dartmouth College. Entre 2004 et 2008 il a dirigé le Writing Program (« programme d'écriture ») du Dartmouth College.

## Enfance et études
Thomas H. Cormen est né à New York en 1956. Il a grandi à Oceanside.
Il a reçu son baccalauréat universitaire avec mention honorifique en Electrical Engineering and Computer Science de l'Université de Princeton en juin 1978.
Il est ensuite allé au Massachusetts Institute of Technology, où il a obtenu sa maîtrise en Electrical Engineering and Computer Science en mai 1986 avec une thèse sur "Concentrator Switches for Routing Messages in Parallel Computers" et son Philosophiæ doctor avec une thèse sur "Virtual Memory for Data-Parallel Computing" en février 1993.

## Honneurs et récompenses
Durant sa carrière il a reçu plusieurs honneurs et récompenses :
- Membre de Phi Beta Kappa, Tau Beta Pi, Eta Kappa Nu.
- National Science Foundation Fellowship.
- Best Presentation Award (« Prix de la meilleure présentation »), 1986 International Conference on Parallel Processing, St. Charles, Illinois.
- Distinguished Presentation Award (« Prix de la présentation distinguée »), 1987 International Conference on Parallel Processing, St. Charles, Illinois.
- Professional and Scholarly Publishing Award in Computer Science and Data Processing (« Prix de l'édition professionnel et savant en informatique et traitement des données »), Association of American Publishers, 1990.
- Dartmouth College Class of 1962 Faculty Fellowship, 1995–1996.
- Jacobus Family Fellow, Dartmouth College, 1998–1999.
- McLane Family Fellow, Dartmouth College, 2004–2005.